# Талбот, Дэниел
Дэниел «Дэнни» Талбот (англ. Daniel «Danny» Talbot; род. 1 мая 1991, Троубридж, Уилтшир, Великобритания) — британский легкоатлет, специализирующийся в спринтерском беге. Двукратный бронзовый призёр чемпионатов Европы в беге на 200 метров (2012, 2016). Серебряный призёр Игр Содружества в эстафете 4×100 метров. Чемпион Великобритании. Участник летних Олимпийских игр 2012 и 2016 годов.

## Биография
Пришёл в лёгкую атлетику в 14 лет и на первых порах совмещал выступления в спринте с футбольными тренировками. Дважды становился бронзовым призёром чемпионата Англии среди школьников в беге на 200 метров, а в 2010 году впервые дебютировал на международных соревнованиях. На национальном отборе Дэнни впервые в карьере пробежал дистанцию быстрее 21 секунды и занял второе место, которое гарантировало ему место на юниорском чемпионате мира. Среди лучших спортсменов планеты в возрасте до 20 лет он дошёл до полуфинала, где показал 14-е время среди всех участников.
В мае 2011 года серьёзно улучшил личные рекорды на дистанциях 100 и 200 метров: 10,21 и 20,54 соответственно. Спустя полтора месяца на молодёжном первенстве Европы остановился в шаге от пьедестала на 200 метров и выиграл серебряную медаль в эстафете 4×100 метров.
В 2012 году с третьим временем попал в финал чемпионата Европы в Хельсинки. В решающем забеге при неблагоприятных погодных условиях показал один из своих худших результатов в сезоне (20,95), но его хватило для бронзовой медали. Выступал на домашних Олимпийских играх в Лондоне в эстафете 4×100 метров. В предварительном забеге британцы финишировали вторыми и должны были проходить в финал. Однако Талбот передал эстафетную палочку Адаму Джемили за пределами установленного коридора, из-за чего судьи дисквалифицировали команду.
Занял второе место в беге на 200 метров на чемпионате Европы среди молодёжи 2013 года, а в эстафете выиграл золото.
В 2014 году впервые в карьере стал чемпионом страны. На Играх Содружества финишировал седьмым на дистанции 200 метров и вторым в эстафете 4×100 метров. Помог сборной Великобритании в предварительном забеге эстафеты на чемпионате Европы 2014 года, после чего в качестве запасного наблюдал за победой товарищей в финале.
В полуфинале чемпионата мира 2015 года в беге на 200 метров установил личный рекорд 20,27, но его не хватило для попадания в восьмёрку сильнейших.
На чемпионате Европы 2016 года во второй раз стал бронзовым призёром на дистанции 200 метров (в финале финишировал четвёртым, но поднялся на одну позицию вверх после дисквалификации Чуранди Мартины).
Выступал в беге на 200 метров на Олимпийских играх в Рио-де-Жанейро: в предварительном забеге повторил личный рекорд, а в полуфинале улучшил его на 2 сотых секунды. С результатом 20,25 занял итоговое 11-е место.

## Основные результаты
| Год  | Турнир                          | Место проведения          | Дисциплина       | Место      | Результат        |
| ---- | ------------------------------- | ------------------------- | ---------------- | ---------- | ---------------- |
| 2010 | Чемпионат мира среди юниоров    | Монктон, Канада           | 200 м            | 14-е (1/2) | 21,19 (+2,1 м/с) |
| 2010 | Чемпионат мира среди юниоров    | Монктон, Канада           | эстафета 4×100 м | —          | DNF              |
| 2011 | Командный чемпионат Европы      | Стокгольм, Швеция         | 200 м            | 6-е        | 20,96            |
| 2011 | Чемпионат Европы среди молодёжи | Острава, Чехия            | 200 м            | 4-е        | 20,71            |
| 2011 | Чемпионат Европы среди молодёжи | Острава, Чехия            | эстафета 4×100 м | 2-е        | 39,10            |
| 2012 | Чемпионат Европы                | Хельсинки, Финляндия      | 200 м            | 3-е        | 20,95            |
| 2012 | Олимпийские игры                | Лондон, Великобритания    | эстафета 4×100 м | — (заб.)   | DQ               |
| 2013 | Командный чемпионат Европы      | Гейтсхед, Великобритания  | 200 м            | 4-е        | 20,67            |
| 2013 | Чемпионат Европы среди молодёжи | Тампере, Финляндия        | 200 м            | 2-е        | 20,46            |
| 2013 | Чемпионат Европы среди молодёжи | Тампере, Финляндия        | эстафета 4×100 м | 1-е        | 38,77            |
| 2014 | Чемпионат мира по эстафетам     | Нассау, Багамские Острова | эстафета 4×100 м | 2-е (заб.) | 37,93            |
| 2014 | Командный чемпионат Европы      | Брауншвейг, Германия      | 100 м            | 2-е        | 10,30            |
| 2014 | Игры Содружества                | Глазго, Великобритания    | 200 м            | 7-е        | 20,45            |
| 2014 | Игры Содружества                | Глазго, Великобритания    | эстафета 4×100 м | 2-е        | 38,02            |
| 2014 | Чемпионат Европы                | Цюрих, Швейцария          | 200 м            | 11-е (1/2) | 20,62            |
| 2014 | Чемпионат Европы                | Цюрих, Швейцария          | эстафета 4×100 м | 2-е (заб.) | 38,26            |
| 2015 | Чемпионат мира по эстафетам     | Нассау, Багамские Острова | эстафета 4×100 м | 9-е        | 38,67            |
| 2015 | Командный чемпионат Европы      | Чебоксары, Россия         | 200 м            | 2-е        | 20,62            |
| 2015 | Командный чемпионат Европы      | Чебоксары, Россия         | эстафета 4×100 м | 1-е        | 38,21            |
| 2015 | Чемпионат мира                  | Пекин, Китай              | 200 м            | 13-е (1/2) | 20,27            |
| 2015 | Чемпионат мира                  | Пекин, Китай              | эстафета 4×100 м | —          | DNF              |
| 2016 | Чемпионат Европы                | Амстердам, Нидерланды     | 200 м            | 3-е        | 20,56            |
| 2016 | Олимпийские игры                | Рио-де-Жанейро, Бразилия  | 200 м            | 11-е (1/2) | 20,25            |